# Parshall (Kolorado)
Parshall – jednostka osadnicza w Stanach Zjednoczonych, w stanie Kolorado, w hrabstwie Grand.